# Wissenschaftspreis der Österreichischen Forschungsgemeinschaft
Der Wissenschaftspreis der Österreichischen Forschungsgemeinschaft (bis 2014 Ludwig-Wittgenstein-Preis) ist ein Preis, der für die herausragende Leistung einer Person oder für ein Gemeinschaftswerk auf dem Gebiet der Wissenschaft und mit Bezug zu Österreich vergeben wird. Der Preis wird durch die Österreichische Forschungsgemeinschaft aus gegebenem Anlass, allerdings höchstens einmal pro Jahr verliehen. Namensgeber dieser Auszeichnung war der 1951 verstorbene Philosoph Ludwig Wittgenstein.
2018 wurde der nunmehrige Wissenschaftspreis der Österreichischen Forschungsgemeinschaft dem Mathematiker Gustav Feichtinger zuerkannt. Der bisherige Titel Ludwig-Wittgenstein-Preis wurde abgelegt, um Verwechslungen mit dem seit 1996 verliehenen Wittgenstein-Preis zu vermeiden.

## Preisträger
Ludwig-Wittgenstein-Preis
- 1988: Ernst Gombrich – London, für Kunstgeschichte
- 1990: Victor Weisskopf – Cambridge / Mass., für Physik
- 1993: Oleh Hornykiewicz – Wien, für Medizin
- 1996: Ottokar Uhl – Wien, für Architektur
- 1997: Hermann Anton Haus – Cambridge/Mass., für Elektrotechnik
- 2000: Peter L. Berger – Boston, für Soziologie
- 2002: Hans Tuppy – Wien, für Biochemie
- 2004: Carl E. Schorske – Princeton, für Kulturgeschichte
- 2006: Helmut Rauch – Wien, für Experimentalphysik
- 2008: Ernst Steinkellner – Universität Wien, für Buddhismuskunde/Tibetologie
- 2010: Barbara Hohn – Pflanzenphysiologie
- 2012: Walter Mischel – New York, Psychologie
- 2014: Ingeborg Hochmair-Desoyer – Innsbruck, Elektrotechnik

Wissenschaftspreis der Österreichischen Forschungsgemeinschaft
- 2018: Gustav Feichtinger – Wien, Mathematik
- 2020: Jan Assmann – Ägyptologie; Fritz Paschke – Elektrotechnik
- 2023: Wolfgang Lutz – Demografie
- 2025: Gabriele Berg – Biotechnologin und Umweltwissenschaftlerin, TU Graz[3]